# Венера (Ян Массейс)
«Венера» ( швед. Venus Cythereia ) —  картина фламандського художника Яна Массейса (бл. 1509 — 1575), представника стилю маньєризм. Написана в 1591 році. Зберігається в Національному музеї Щвеції, Стокгольм. 

## Оголена пані в пейзажі
Оголену пані в пейзажі розпізнавали як зображення або Венери, або богині рослин Флори. Дослідників спантеличили  квіти в руці жінки, квіти у вазі перед нею і зображення декоративного саду з фонтаном.
Незрозумілим був гірський пейзаж, якесь місто на березі і краєвид з портом і морем. Складові частини  картини могли розповісти більше.

## Фламандець в Генуї

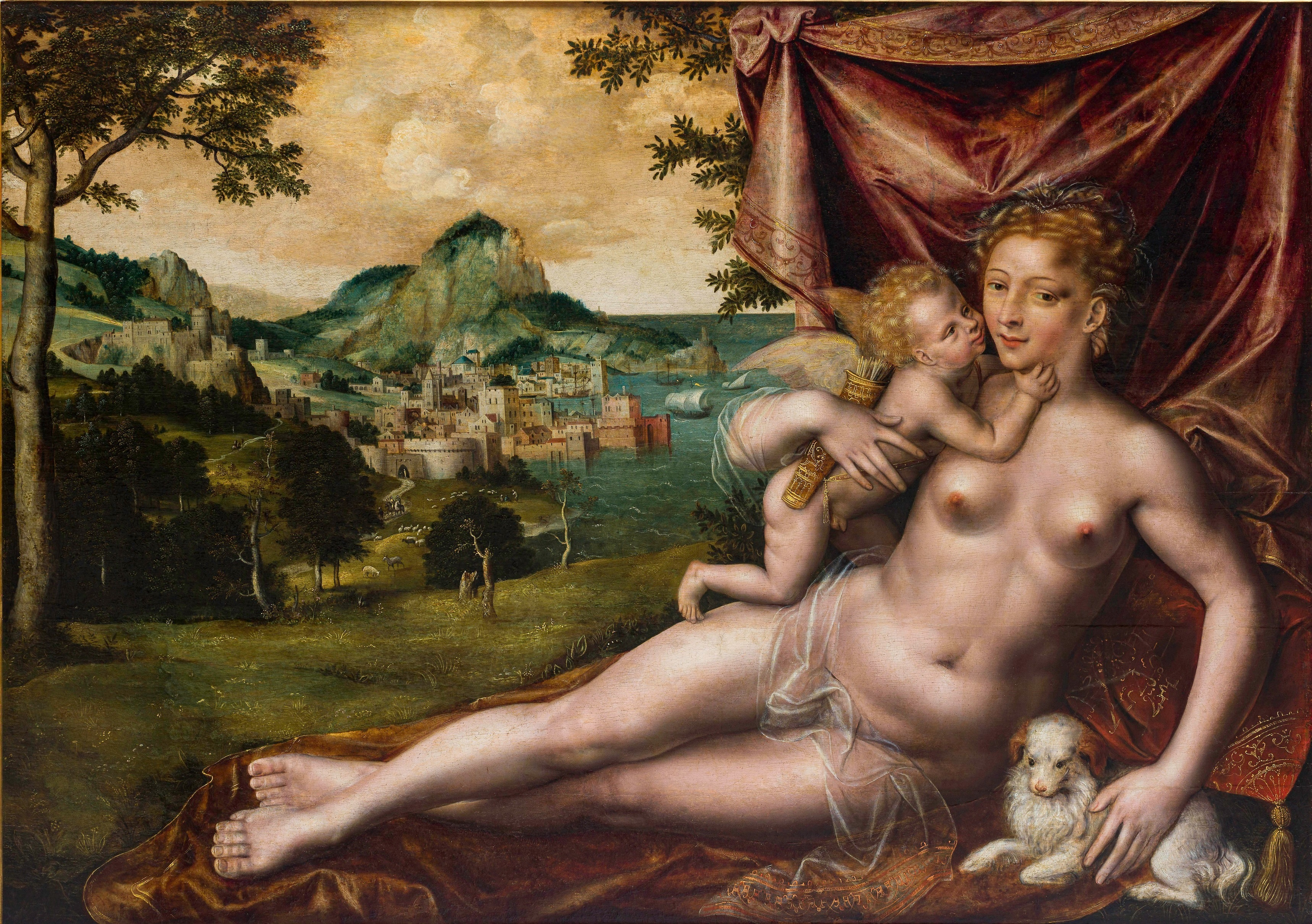
Ян Массейс. «Венера з Амуром»

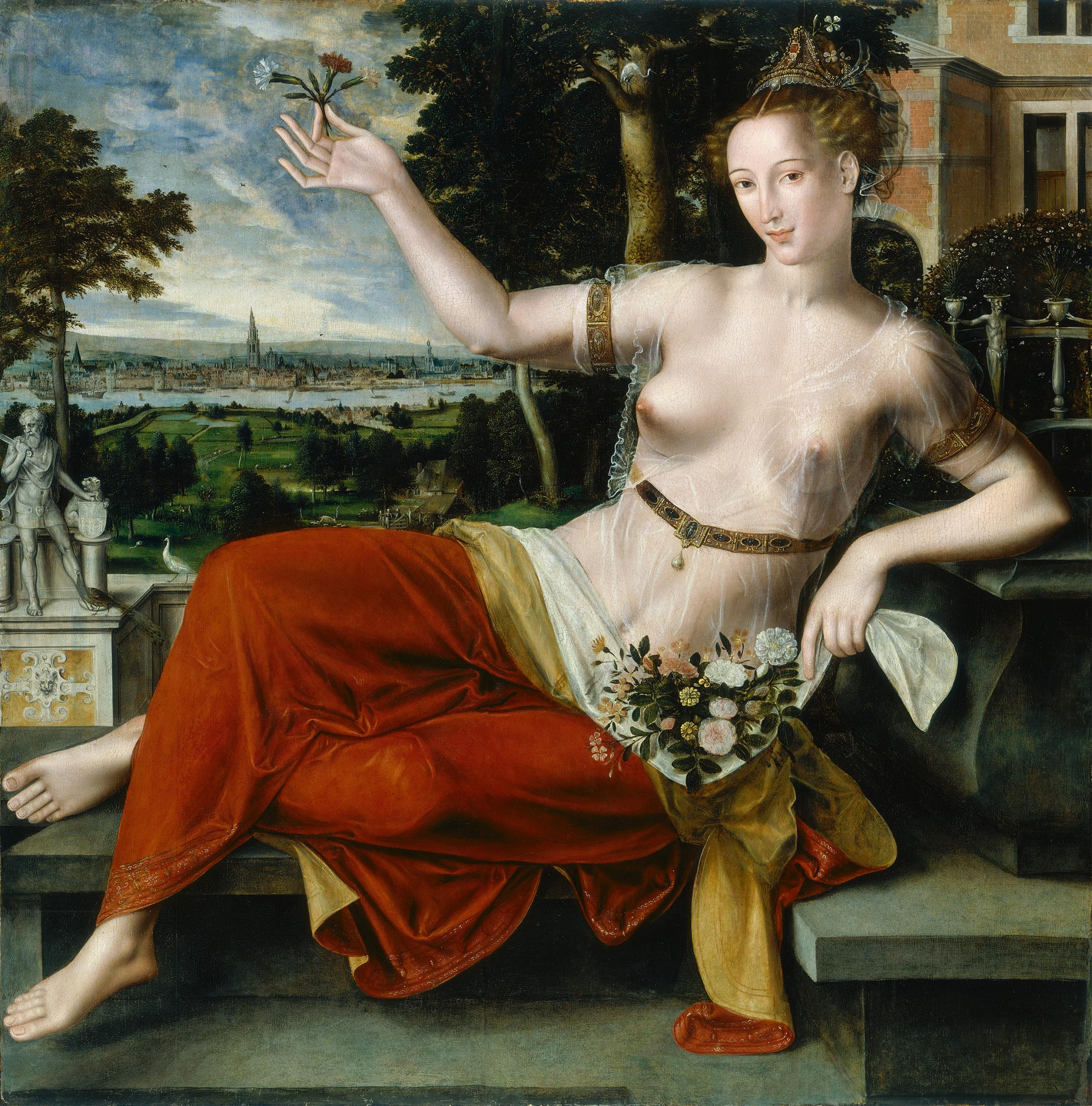
Ян Массейс. «Флора»

Автор картини, Ян Массейс, був сином фламандського художника Квентіна Массейса (1465 — 1530), сформувався як художня особистість в відомому художньому центрі, в Антверпені. По смерті батька наслідував його художню майстерню разом із старшим братом Корнелісом, пейзажистом, що більше працював гравером. Художник перехідної доби, Ян працював як в стилістиці антверпенських художників, так і в стилістиці новомодного маньєризму. Ближчий до Антверпена центр маньєризму виник у Фонтенбло, на південь від Парижу. У Фонтенбло працювала низка граверів, твори котрих  розповсюджувались у Нідерландах і знайомили тамтешніх художників зі стилістикою школи Фонтенбло. Саме там малювали оголених жінок з видовженими пропорціями, тонкими пальцями тендітних пані, що не знали важкої праці, з вишуканими зачісками і коштовностями.
Саме така пані на картині Яна Массейса. Можливо, якийсь час художник працював у Франції. З мало збереженої біографії художника відомо, що його і його брата Корнеліса як протестантів покарали вигнанням з міста, де агресивно панували іспанські католики. Вони могли відвідати Францію у пошуках порятунку і заробітку. 
Достеменно відомо інше. Після вигнання у 1540-х роках з Антверпена він перебрався у місто Генуя, де працював близько шести років. Талановитого іноземця помітив адмірал Андреа Дорія, котрий зробив його придворним художником.
Відомо декілька картин Яна Массейса з оголеними жінками в пейзажі — «Венера з Амуром», «Флора». Всі вони створені за єдиною схемою — шляхетна пані розташована в пейзажі, наче на канапі в палацовій залі. Жінка лише розгорнута у інший бік. Можливо, цей тип користувався популярністю і художник старанно виконав декілька його варіантів. Худорлява (і більше або менше оголена) пані переходила з одної композиції художника в іншу («Юдиф з головою Олоферна», «Давид і Вірсавія», «Лот і доньки»).
Чимало атрибутів в декоративному саду картини натякають на Венеру. Мармурові кулі в 16 столітті вважались довершеною формою і могли бути натяком на довершену красу Венери. Букет на першому плані створено з білих і рожевих квітів, як натяк на кохання. На сходинках в саду видно галантну сцену з закоханою парою, де кавалер чемно вітає панянку, знімаючи капелюха. Нарешті, широкий морський краєвид можна інтерпретувати як море, з якого за міфом вийшла богиня кохання.
Все стає на свої місця, якщо розглядати краєвид з портом і містом як Геную, дійсно приморське місто. А декоративний сад з віллою, як віллу адмірала Андреа Доріа.

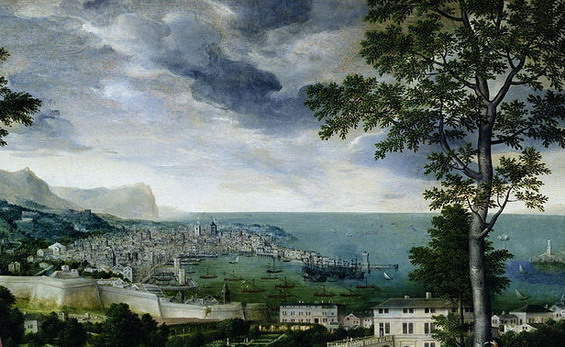
Краєвид з портовим містом (Генуя ?)
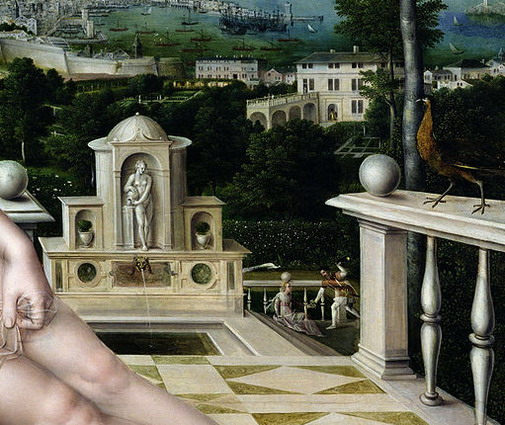
Декоративний сад з фонтаном і віллою (вілла адмірала Андреа Доріа ?)

## Провенанс (історія побутування )
Картина перебувала в мистецькій збірці імператора Рудольфа ІІ в місті Прага. 1648 року, вже після смерті Рудольфа ІІ, Прага була захоплена воякам Швеції і мистецькі скарби (картинна галерея, бронзові скульптури, колекції коштовних виробів) були вивезені у Стокгольм як військові трофеї. 
В празьких інвентарних описах картина позначена як «Флора». Але це могло бути або помилкою, або заплутаною інтерпретацією численних символів, поданих на картині.